# 삼니움인

기원전 400년의 이탈리아. 아드리아해에 있는 페렌타니족을 포함한 삼니움 동맹의 최전성기였고 이탈리아 반도의 양쪽 해안의 일부를 다스렸다.

삼니움인 (Samnites)은 중남부 이탈리아의 삼니움에 거주했던 고대 이탈리아족들이다. 이들은 기원전 1세기까지 로마 공화정과 몇 차례 전쟁에 관련되기도 했다.
오스키어 민족 계통인 삼니움인들은 사비니족의 분파로서 기원을 했을 것이다. 삼니움인들은 히르피니족, 카우디니족, 카라케니족, 펜트리족등 네 개의 부족으로 구성된 연맹을 형성했다. 그들은 기원전 354년에 갈리아인들에 맞서 로마와 동맹을 맺었으나, 나중에 로마인들의 적이 되었고 로마에 맞서 세 차례 (기원전 343년–341년, 기원전 327년–304년, 기원전 298년–290년)의 전쟁에 곧 개입됐다. 클라우디네 분기 전투 (기원전 321년)에서 로마인들을 상대로 압도적인 승리를 거뒀음에도, 삼니움인들은 결국엔 굴복되었다. 극심하게 약해졌지만 삼니움인들은 로마와 싸웠던 피로스와 한니발 바르카의 전쟁 (기원전 280년–275년, 기원전 218년-201년)에서 그들을 도왔다. 그들은 또한 기원전 90년부터 동맹시 전쟁에서, 나중에는 내전 당시에 루키우스 코르넬리우스 술라에 맞선 그나이우스 파피리우스 카르보의 동맹으로 싸웠으며, 결국에는 콜리네 문 전투 (기원전 82년)에서 삼니움인들과 이들의 지도자 폰티우스 텔레시누스는 술라에게 패배했다. 기원전 82년부터 집정관 루키우스 코르넬리우스 술라는 삼니움인들을 대상으로 민족 청소를 벌였으며, 이후로 삼니움인들은 역사에서 사라졌다.

## 어원

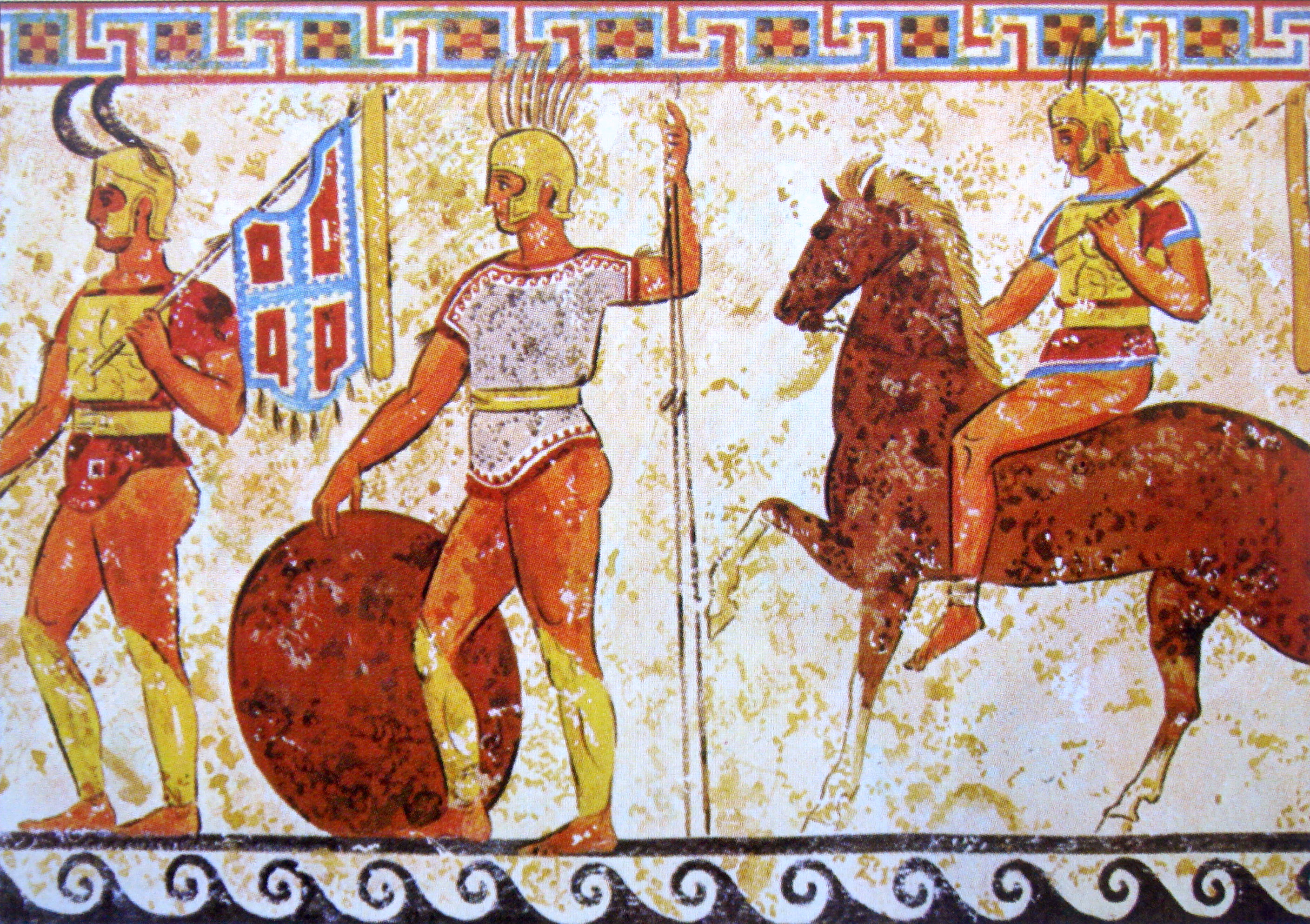
기원전 4세기 놀라의 무덤의 프리즈에서의 삼니움 병사.

삼니움의 사람들을 로마인들은 삼니움인 (Samnites)이라 불렀다. 이들의 지칭 명칭은 나라에 대해서는 사피님 (Safinim, 한 비문과 한 동전의 제명으로부터 증명됨), 민족에 대해서는 사피네이스 (Safineis)이다.
어원적으로 삼니움 (Samnium)이라는 명칭은 일반적으로는 움브리아인들인 사비니인들의 명칭에서 만들어졌다고 인식되었다. 사피님, 사비누스 (Sabinus), 사벨루스 (Sabellus) 삼미스 ( Samnis)으로부터 *sabh- 라는 인도 유럽어 어근을 추출 할 수 있는데, 이것은 라틴팔리스칸어군의 사비니에서의 사브- (Sab- ), 오스칸움브리아어군의 사피네이스에서의 사프- (Saf- )가 되었다. 사비니인들의 시조신 사부스도 이 이론을 뒷바침한 것으로 보인다. 이들을 칭하는 그리스어 용어 사우니타이 (Saunitai)와 사우니티스 (Saunitis)는 여기에 속하지 않으며, 기원은 알려져 있지 않다.
선사시대에 공통어를 하는 사람들이 삼니움과 움브리아 모두에 확장하였다. 샐먼은 이들이 공동 이탈리아족이고 기원전 600년 쯤이며, 이 이후로 공동 언어가 방언화가 되었다고 추측한다. 이 추측 시간대는 꼭 역사적 , 고고학적 증거에 일치하는 건 아니며, 연구중인 선사시대 이탈리아의 민족학의 종합적인 관점은 불확실하고 계속 진행 중이다.
언어학자 율리우스 포코로니는 삼니움의 어원을 훨씬 뒤로 잡았다. 선사시대의 일리리아 체류 동안에 ‘오’ (-o-)에서 ‘아’ (-a-)로 바뀌었다는 추측을 했으며, e 계열의 소유 형용사의 *swe-bho-, 재귀 대명사의 *s(e)we-, (영어에서의 self의 어원인) oneself의 *se-가 확장된 *swo-bho--등으로부터 삼니움의 명칭들을 이끌어냈다. 이에 대한 결론에는 많은 친족 어휘들뿐 아니라, 게르만계열의 수에비족, 셈노네스족, 수이오네스족, 켈트계열의 세노네스족, 슬라브계열의 세르비아인, 소르브인, 이탈리아계열의 사벨리족, 사비니인 등의 인도 유럽계 부족들의 이름들이 있다.

## 역사

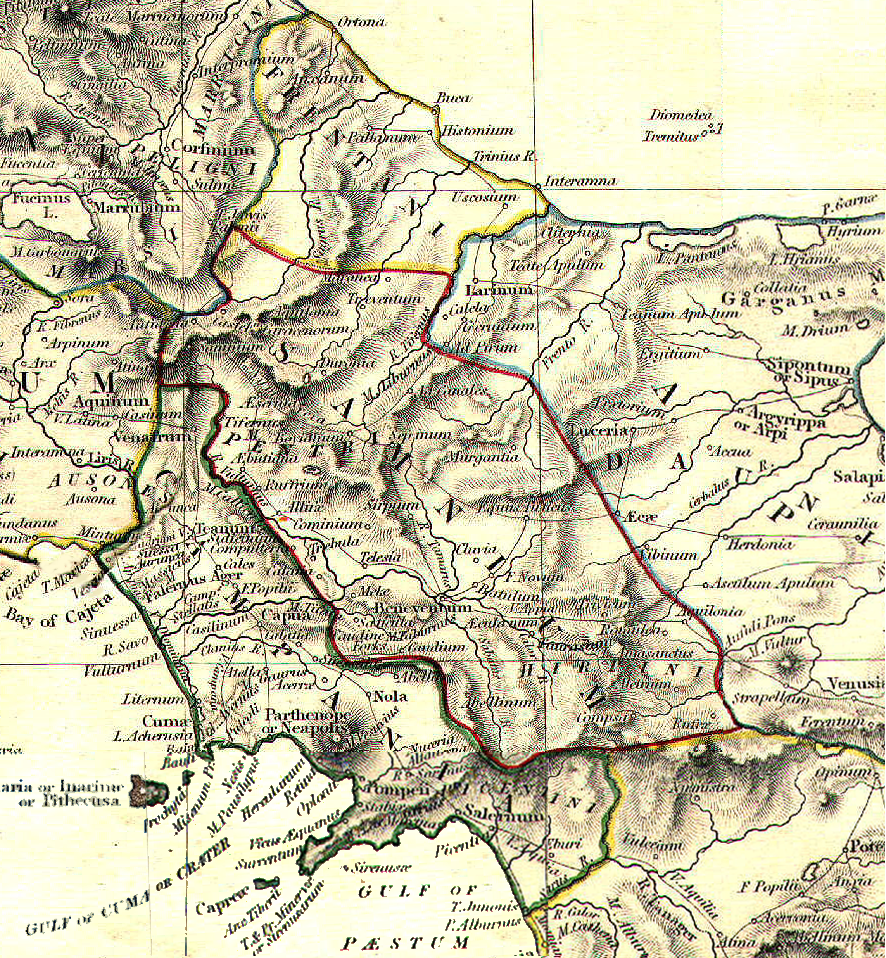
1911년 윌리엄 R 셰퍼드의 The Historical Atlas의 옛 삼니움의 지도.

삼니움인들에 대해 쓰여진 첫 기록은 기원전 354년에 로마인들과 리리스강의 그들의 경계를 설정한 조약이다. 그후 얼마안되어 삼니움 전쟁이 발발하였고, 이들은 기원전 321년에 로마군을 상대로 중요한 승리를 거뒀으며, 그들의 영토는 로마인들로부터 더 얻어, 기원전 316년에 최대에 이르렀다. 기원전 290년에 로마인들은 힘겨운 전투 끝에 삼니움인들의 우세함을 무너트릴 수 있었다. 삼니움인들은 피로스 전쟁 기간에 피로스와 동맹을 맺은 이탈리아 부족 중 하나였다. 피로스가 시칠리아로 떠나자, 로마인들이 삼니움을 침공하였다가 크라니타 언덕 전투에서 패배를 당했지만, 피로스의 패배 이후, 삼니움인들은 그들의 힘으로 저항하는 것이 불가능했고 로마에 항복했다. 이들 중 일부가 제2차 포에니 전쟁 기간에 한니발에 동참하여 돕기도 했지만, 대부분은 로마에 충성하였다. 삼니움인들은 동맹시 전쟁에서 로마에 맞선 마지막 부족이기도 했다. 기원전 82년 경에 집정관 루키우스 코르넬리우스 술라는 이 완고하고 로마의 영원한 적들에게 민족 청소를 지시했고 남은 이들을 뿔뿔히 흩어지게 했다. 그래서 그들에게 가져온 파괴가 너무 커서 “그들의 도시는 마을로 작아졌고, 심지어 일부는 완전히 황폐해졌다”라고 기록되기도 했다.

## 부족 목록
- 카라케니족
- 카우디니족
- 프렌타니족
- 히르피니족
- 펜트리족

## 유명 인물

### 삼니움족 지도자
- 가이우스 폰티우스 기원전 320년대 경
- 겔리우스 에그나티우스 기원전 296년 경

### 반술라 인물
- 가이우스 파피우스 무틸루스 가원전 90-89년:
- 폰티우스 텔레시누스 - 파피우스의 삼니움 사령관

### 로마 시민
- 폰티우스 필라투스 - 서기 26-36년 로마의 유대 속주의 제5대 관리자

## 같이 보기
- 삼니움 전쟁
- 고대 이탈리아 부족 목록
- 사벨리인

## 참고 서적
- Salmon, Edward Togo. Samnium and the Samnites. Cambridge, UK: Cambridge University Press, 1967.

## 추가 서적
- Forsythe, Gary. A Critical History of Early Rome: From Prehistory to the First Punic War. Berkeley: University of California Press, 2005.
- Jones, Howard. Samnium: Settlement and Cultural Change: the Proceedings of the Third E. Togo Salmon Conference On Roman Studies. Providence, RI: Center for Old World Archaeology and Art, 2004.
- Paget, R. F. Central Italy: An Archaeological Guide; the Prehistoric, Villanovan, Etruscan, Samnite, Italic, and Roman Remains, and the Ancient Road Systems. 1st U.S. ed. Park Ridge, NJ: Noyes Press, 1973.
- Salvucci, Claudio R. A Vocabulary of Oscan: Including the Oscan and Samnite Glosses. Southampton, Pa.: Evolution Pub., 1999.
- Stek, Tesse. Cult Places and Cultural Change In Republican Italy: A Contextual Approach to Religious Aspects of Rural Society After the Roman Conquest. Amsterdam: Amsterdam University Press, 2010.